# Brenton Doyle
Brenton Doyle (Warrenton, Virginia, 14 de mayo de 1998) es un jugador profesional estadounidense de béisbol que se desempeña en la posición de jardinero central en Colorado Rockies, equipo de las Grandes Ligas de Béisbol (MLB).

## Carrera
Fue seleccionado en la cuarta ronda en el Draft de la MLB de 2019. En 2023 hizo su debut profesional con el equipo Colorado Rockies, donde lleva jugando dos temporadas.